# کینگدم هارتس ۴
کینگدم هارتس IV (ژاپنی: キングダム ハーツIV هپبورن: Kingudamu Hātsu Fō) یک بازی ویدئویی رو به انتشار در سبک نقش‌آفرینی اکشن است که توسط اسکوئر انیکس ساخته و منتشر خواهد شد. این پانزدهمین قسمت و چهارمین نسخه اصلی از مجموعه بازی‌های کینگدم هارتس به‌شمار می‌رود، که آرک داستانی «لاست مستر» را آغاز خواهد کرد. داستان بازی پس از وقایع نسخهٔ سوم و ملودی خاطره رخ می‌دهد، و سورا قهرمان اصلی مجموعه به این نسخه نیز بازگشته و در دنیایی ظاهراً عادی به نام «کوئادراتوم» گیر افتاده‌است، در حالی که همراهانش دانلد داک و گوفی سعی می‌کنند او را پیدا کنند. آهنگساز این مجموعه، یوکو شیمومورا برای موسیقی این بازی بازگشته است.
ساخت نسخه اصلی پس از کینگدم هارتس ۳ از ژانویه ۲۰۲۰ آغاز شده بود، و توسعه کینگدم هارتس ۴ به‌طور رسمی در آوریل ۲۰۲۲ اعلام شد. اسکوئر انیکس به مناسبت جشن تولد ۲۰ سالگی این مجموعه، با انتشار تریلری از کینگدم هارتس ۴ رونمایی کرد.